# 駿河太郎
駿河 太郎（するが たろう、1978年〈昭和53年〉6月5日 - ）は、日本のミュージシャン、俳優。兵庫県西宮市出身。血液型O型。ステッカー所属。既婚で一男一女の父。

## 来歴・人物
父は落語家の笑福亭鶴瓶（本名：駿河学）。兄弟は2歳上の姉がいる。神港学園神港高等学校、大阪芸術大学短期大学部卒業。
小学生の時に父が司会の『鶴瓶の1/10女子マラソン』（関西テレビ）に2度出演している。
2年間のイギリス音楽留学を経て、2003年に「taro」名義でポリスターよりメジャー・デビュー。その後バンド「sleepydog」を結成、ボーカル&ギターを担当。2008年、30歳を機に俳優に転向。映画やテレビドラマなどに出演している。
2011年2月、sleepydog、活動終了。sleepydogのギターだったモリイタカユキと新ユニット・Human Noteを始動。
2011年4月からヤマキのめんつゆのCMで、鶴瓶との「親子共演」が実現した。2014年10月には割烹白だしのCMで、再び共演している。
2011年10月3日より放送開始のNHK連続テレビ小説『カーネーション』（NHK大阪放送局制作）に、尾野真千子演じるヒロイン・小原糸子の夫、川本勝役に抜擢される。
2013年、『日曜劇場・半沢直樹』（TBSテレビ）で、ドラマでの鶴瓶との「親子共演」が実現した（実際に現場で一緒になることはなかった）。
お笑い芸人の八幡カオルは、妻のいとこに当たる。

## 出演

### 映画
- デトロイト・メタル・シティ（2008年8月23日、東宝） - テトラポット・メロン・ティ渡部 役
- 劇場版 超仮面ライダー電王&ディケイド NEOジェネレーションズ 鬼ヶ島の戦艦（2009年5月1日、東映） - 釣り人 役
- 今度は愛妻家（2010年1月16日、東映）
- きょーれつ! もーれつ! 古代少女ドグちゃんまつり スペシャル・ムービー・エディション（2010年2月20日、日活） - 磯部洋介 役
- 爆発!スケ番☆ハンターズ 総括殴り込み作戦（2010年5月29日、ユナイテッドエンタテインメント） - 加藤 役
- 孤高のメス（2010年6月5日、東映） - 小林 役
- FLOWERS -フラワーズ-（2010年6月12日、東宝） - 平野太一 役
- 裁判長!ここは懲役4年でどうすか（2010年11月6日、ゼアリズエンタープライズ）
- SP THE MOTION PICTURE 革命編（2011年3月12日、東宝） - 沢尻 役
- ランウェイ☆ビート（2011年3月19日、松竹）
- 富江 アンリミテッド（2011年5月14日、ティ・ジョイ / CJ Entertainment Japan）
- 手塚治虫のブッダ -赤い砂漠よ!美しく-（2011年5月28日、東映 / ワーナー・ブラザース映画） - 刑吏（声） 役
  - BUDDHA2 手塚治虫のブッダ -終わりなき旅-（2014年2月8日、東映） - バッディカ（声） 役
- プリンセス トヨトミ（2011年5月28日、東宝）
- HELLDRIVER（2011年7月23日、日活） - イシノ 役
- ゲキアツ〜真夏のエチュード〜（2011年8月20日 - 21日、ウエストパワー / ウエストディスカバリーフィルム） - 熊田哲生 役
- 神様のカルテ（2011年8月27日、東宝）
- 極道めし（2011年9月23日、ショウゲート） - 小谷光晴 役
- クロサワ映画2011〜笑いにできない恋がある〜（2011年11月26日、ファントム・フィルム） - 森田 役
- 犬の首輪とコロッケと（2012年1月28日、ファントム・フィルム） - 李泰元 役
- 荒川アンダー ザ ブリッジ THE MOVIE（2012年2月4日、ソニー・ピクチャーズ エンタテインメント） - ラストサムライ 役
- すべては「裸になる」から始まって（2012年2月11日、BANANA FISH） - 町田 役
- 映画 桜蘭高校ホスト部（2012年3月17日、ソニー・ピクチャーズ エンタテインメント） - ローランス秘書 役
- HOME 愛しの座敷わらし（2012年4月28日、東映） - 斉藤 役
- 王様とボク（2012年9月22日、ユナイテッドエンタテインメント）
- 旅の贈りもの 明日へ（2012年10月27日、キノフィルムズ）
- 北のカナリアたち（2012年11月3日、東映） - 戸田 役
- 黄金を抱いて翔べ（2012年11月3日、松竹）
- ソウル・フラワー・トレイン（2013年8月31日、エネサイ） - 立花肇 役
- Miss ZOMBIE（2013年9月14日、ライブ・ビューイング・ジャパン）
- 陽だまりの彼女（2013年10月12日、アスミック・エース / 東宝） - 平岩 役
- 永遠の0（2013年12月21日、東宝）
- SHORT MOVIE CRASH 2013 1st 「Crash Return of the bad girl」（2013年10月26日、アドウェイズピクチャーズ）
- 君を想う（2014年） - 亘 役[注 1][6]
- クローズEXPLODE（2014年4月12日、東宝）
- オー!ファーザー（2014年5月24日、ワーナー・ブラザース映画） - 古谷 役[7]
- 春を背負って（2014年6月14日、東宝） - 西村太一 役
- ナニワ銭道（2014年7月12日、楽映舎） - 臼井敦 役
- 劇場版 エンドレスアフェア〜終わりなき情事〜（2014年10月11日、アスミック・エース・LaLa TV） - 田村洋二 役
- SHORT MOVIE CRASH 2nd CRASH 「Stand Alone」（2014年11月7日、原生林） - 主演
- THE NEXT GENERATION -パトレイバー- 第6章（2014年11月29日、松竹メディア事業部） - 吉田 役
- リスナー 第1話「Unlucky」（2015年2月28日、東京藝術大学大学院映像研究科） - 主演・桜井卓二 役
- 案山子とラケット 〜亜季と珠子の夏休み〜（2015年4月4日、イオンエンターテイメント） - 望月和男 役
- 7s（2015年11月7日、ビーズインターナショナル）
- 夢二〜愛のとばしり（2016年7月30日、ベストブレーン） - 主演・竹久夢二 役[8]
- 真田十勇士（2016年9月22日、日活 / 松竹） - 三好清海 役
- シンデレラゲーム（2016年10月1日、AMGエンタテインメント） - タキモト 役[9]
- 湯を沸かすほどの熱い愛（2016年10月29日、クロックワークス） - 滝本 役
- いつまた、君と 何日君再来（ホーリージュンザイライ）（2017年6月24日、ショウゲート） - 高杉幹夫 役
- イイネ!イイネ!イイネ!（2017年6月24日、KATSU-do） - 只野 役
- ROKUROKU（2018年1月27日、キュー・テック）
- サニー/32（2018年2月17日、日活） - 田辺康博 役
- たまゆら（2018年2月24日、シネマイーラ） - 峰山昇太郎 役
- 孤狼の血（2018年5月12日、東映） - 上早稲二郎 役
- DTC -湯けむり純情篇- from HiGH&LOW（2018年9月28日、HI-AX / 松竹） - 宮崎有起 役
- 散り椿（2018年9月28日、東宝） - 坂下源之進 役[10]
- 文福茶釜（2018年10月20日、KATSU-do） - 主演・佐保 役[11][12]
- 殺る女（2018年10月27日、プレシディオ） - 加賀俊介 役
- 人魚の眠る家（2018年11月16日、松竹） - 江藤 役
- 浅田家!（2020年10月2日、東宝）
- ヤクザと家族 The Family (2021年1月29日、スターサンズ)　- 川山礼二 役
- 鳩の撃退法 (2021年8月27日、松竹)　- 多々良 役
- 光を追いかけて（2021年10月1日、エレファントハウス）　- 中島良太 役
- 最後まで行く（2023年5月19日、東宝）　- 久我山太地 役 [13]
- おしょりん（2023年11月3日、KADOKAWA）[14]
- あまろっく（2024年4月19日、ハピネットファントム・スタジオ） - 鮎川太一 役[15][16]
- 竹とタケノコ（2024年6月8日、映画ができるまで、） - 三島晃 役
- 朽ちないサクラ（2024年6月21日、カルチュア・パブリッシャーズ） - 兵藤洋 役[17]
- 十一人の賊軍（2024年11月1日、東映） - 斉藤主計 役[18][19]
- 正体（2024年11月29日、松竹）[20]
- 1%er ワンパーセンター（2024年12月6日、アルバトロス・フィルム） - トニー 役[21][22][23]
- Demon City 鬼ゴロシ（2025年2月27日、Netflix） - 藤田晶 役[24]

### テレビドラマ
- 臨場 第1章 第4話（2009年5月6日、テレビ朝日） - 山本 役
- ツレがうつになりまして。（2009年5月29日 - 6月12日、NHK総合） - 加藤治郎 役
- 土曜ワイド劇場 新聞記者・鶴巻吾郎3（2009年8月29日、テレビ朝日） - 成宮 役
- 神児遊助のげんきのでる恋 第6話 - 第10話（2009年9月1日 - 、全12話×5分、BeeTV） - 和也 役
- 古代少女ドグちゃん 第5話（2009年11月4日、毎日放送） - 磯部洋介 役
- 大河ドラマ（NHK総合）
  - 龍馬伝 第4話 - 最終話（2010年1月24日 - 11月28日） - 野上清吉 役
  - 平清盛 第14回 - 最終回（2012年4月8日 - 12月23日） - 平経盛 役
  - いだてん〜東京オリムピック噺〜 第45回 - 最終回（2019年12月1日 - 12月15日） - 松下治英 役[25]
  - 麒麟がくる 第32回 - 最終回（2020年11月15日 - 2021年2月7日） - 筒井順慶 役[26]
  - どうする家康 第30回・第36回・第37回（2023年8月6日・9月24日・10月1日） - 北条氏政 役[27]
- SMAP×SMAP 本当にあった恋の話2 EPISODE6 「世話役な恋」（2010年5月24日、フジテレビ） - 三田 役
- クローン ベイビー（2010年10月8日 - 12月17日、TBSテレビ） - 若林春喜 役
- Q10 第2話（2010年10月23日、日本テレビ） - チャカ 役
- 松本清張スペシャル 球形の荒野（2010年11月26日 - 27日、フジテレビ） - 小椋刑事 役
- ヘブンズ・フラワー The Legend of ARCANA（2011年1月12日 - 3月4日 / 9月12日 - 13日[注 2]、TBSテレビ） - 須藤善二 役
- トライ・エイジ〜三世代の挑戦〜 第2夜 「金田一家三代の物語」（2011年2月10日、NHK BShi） - 橋本進吉 役
- 土曜ワイド劇場 愛と死の境界線（2011年3月26日、朝日放送テレビ・テレビ朝日系） - 鑑識官 役
- シマシマ（2011年4月22日 - 6月24日、TBSテレビ） - 双葉柊 役
- 月曜ゴールデン 税務調査官・窓際太郎の事件簿22（2011年6月27日、TBSテレビ） - 成瀬智之 役
- 荒川アンダー ザ ブリッジ（2011年7月26日 - 9月27日、毎日放送） - ラストサムライ 役
- アンフェア the special〜ダブル・ミーニング 二重定義〜（2011年9月23日、関西テレビ・フジテレビ系） - ディレクター 役
  - ダブル・ミーニング Yes or No?（2013年3月1日） - プロデューサー 役
- ラストマネー -愛の値段- 第3話（2011年9月27日、NHK総合） - 小沢 役
- 連続テレビ小説（NHK総合）
  - カーネーション 第33話 - 第60話（2011年11月9日 - 12月10日） - 小原（川本）勝 役[28]
  - 舞いあがれ!（2023年） - 安川龍平 役[29]
- 科捜研の女 第11シリーズ 第4話（2011年11月10日、テレビ朝日） - 高崎宏沖 役
- 怪盗ロワイヤル 第6話（2011年12月2日、TBSテレビ） - 伊藤悠太 役
- 最高の人生の終り方〜エンディングプランナー〜 第3話 - 第4話・第7・最終話（2012年1月26日 - 2月2日・23日・3月15日、TBSテレビ） - 一之瀬壮太 役
- 3.11 その日、石巻で何が起きたのか〜6枚の壁新聞〜（2012年3月6日、日本テレビ） - 自分の車からガソリンを抜く男性 役
- Friend-Ship Project〜タクのタクシー〜（2012年3月31日、テレビ東京） - 主演・田中タク 役[30]
- 金子みすゞ物語〜みんなちがって、みんないい〜（2012年7月9日、TBSテレビ） - 金子堅介 役
- 黒の女教師（2012年7月20日 - 9月21日、TBSテレビ） - 野口太郎 役
- 大奥〜誕生［有功・家光篇］ 第1話 - 第2話（2012年10月12日 - 19日、TBSテレビ） - 明慧 役
- ピロートーク〜ベッドの思惑〜 第4話（2012年10月25日、関西テレビ） - 小泉浩司 役
- イロドリヒムラ 第7話（2012年11月26日、TBSテレビ） - イマイ 役
- クロユリ団地〜序章〜 第1話 - 第2話・第11話 - 第12話（2013年4月9日 - 16日・6月18日 - 25日、TBSテレビ） - 井村陽介 役
- TAKE FIVE〜俺たちは愛を盗めるか〜（2013年4月19日 - 6月21日、TBSテレビ） - バーテンダー / 古堀隆 役
- 黒い10人の黒木瞳III 「黒い社長」「黒い先輩」（2013年6月30日、NHK BSプレミアム）
- 半沢直樹 第2部（2013年8月25日 - 9月22日、TBSテレビ） - 湯浅威 役
- よろず占い処 陰陽屋へようこそ（2013年10月8日 - 12月17日、関西テレビ・フジテレビ系） - 槙原秀行 役
- 花咲くあした（2014年1月5日 - 2月23日、NHK BSプレミアム） - 宮崎和樹 役
- BORDER 警視庁捜査一課殺人犯捜査第4係 第3話（2014年4月24日、テレビ朝日） - 島村靖雄 役
- さぬきうどん融資課（2014年5月21日、NHK BSプレミアム） - 重松晴彦 役
- ルーズヴェルト・ゲーム 第6話（2014年6月1日、TBS） - 沢木英夫 役
- 金田一少年の事件簿N（neo） 第5話 - 第6話（2014年8月16日 - 23日、日本テレビ） - 四之宮徹 役
- エンドレスアフェア〜終わりなき情事〜（2014年8月23日 - 30日、LaLa TV） - 田村洋二 役
- ドラマスペシャル 遺留捜査（2014年10月19日、テレビ朝日） - 葛巻章一 役
- SAKURA〜事件を聞く女〜（2014年10月20日 - 12月22日、TBSテレビ） - 梶原三郎 役
- 私たちがプロポーズされないのには、101の理由があってだな 第2話（2014年11月11日、LaLa TV） - 貴大 役
- 狩猟雪姫（2014年11月29日、関西テレビ） - 南斗邦彦 役
- 玉川区役所 OF THE DEAD 第10話 - 第12話（2014年12月5日 - 19日、テレビ東京） - 島尾桜乃介 役[31]
- 水曜ミステリー9 罪火（2014年12月10日、テレビ東京） - 若宮忍 役
- その男、意識高い系。（2015年3月3日 - 4月21日、NHK BSプレミアム） - 二宮孝至 役
- カサネ 第4話（2015年3月24日、テレビ東京） - 堂崎山元始 役
- 警視庁捜査一課9係 season10 第1話（2015年4月22日、テレビ朝日） - 豊原晃 役
- ランチのアッコちゃん 第3話（2015年5月26日、NHK BSプレミアム） - 「ビスマルク」のマスター 役
- 最強のふたり〜京都府警 特別捜査班〜 第5話（2015年8月20日、テレビ朝日） - 嶋村真輔 役
- 釣りバカ日誌〜新入社員 浜崎伝助〜（2015年10月23日 - 12月11日、テレビ東京） - 鈴木昌之 役
  - 釣りバカ日誌〜新入社員 浜崎伝助〜 Season2 最終話（2017年6月16日）
- ワカコ酒 Season2 第1話（2016年1月8日、BSジャパン） - 大将 役
- 大阪環状線 ひと駅ごとの愛物語 第1話 天王寺駅「偽装カップル」（2016年1月13日、関西テレビ） - 哲夫 役
- 松本清張二夜連続ドラマスペシャル 第一夜 松本清張ドラマスペシャル・地方紙を買う女〜作家・杉本隆治の推理（2016年3月12日、テレビ朝日） - 庄田咲次 役
- ラヴソング（2016年4月11日 - 6月13日、フジテレビ） - 野村健太 役
- ドラマスペシャル ゴールドウーマン（2016年5月28日、テレビ朝日） - 斉田勉 役[32]
- せいせいするほど、愛してる 第2話（2016年7月19日、TBSテレビ） - 森丈一 役
- 土曜ワイド劇場 おかしな刑事14（2016年10月22日、テレビ朝日） - 五十嵐進 役
  - ミステリースペシャル おかしな刑事15（2017年4月6日）
  - 日曜ワイド おかしな弁護士（2017年8月6日）
  - ミステリースペシャル おかしな刑事17（2018年1月14日）
- コードネームミラージュ（2017年、テレビ東京） - 姫島公平 役
- 女の勲章（2017年4月15日・16日、フジテレビ） - 野本敬太 役
- 小さな巨人（2017年4月16日 - 6月18日、TBSテレビ） - 藤倉良一 役
- 警視庁ゼロ係〜生活安全課なんでも相談室〜 SECOND SEASON（2017年7月21日 - 9月15日、テレビ東京） - 伊達春馬 役
- BS笑点ドラマスペシャル（BS日テレ） - 立川談志 役
  - BS笑点ドラマスペシャル 桂歌丸（2017年10月9日）
  - BS笑点ドラマスペシャル 五代目三遊亭圓楽（2019年1月12日）
  - BS笑点ドラマスペシャル  初代 林家木久蔵（2020年1月11日）[33]
  - BS笑点ドラマスペシャル 笑点をつくった男 立川談志（2022年1月2日） - 主演
- アカギ「竜崎・矢木編 ／市川編」（2017年10月13日 - 11月10日、BSスカパー!） - 南郷 役
- 新宿セブン 第1話（2017年10月14日、テレビ東京） - 鮫島 役
- 赤ひげ 第4話（2017年11月24日、NHK BSプレミアム） - 藤吉 役
- 監査役 野崎修平（2018年1月14日 - 3月4日、WOWOW） - 坂本正義 役
  - 頭取 野崎修平（2020年1月19日 - 2月16日）[34]
- 帯ドラマ劇場 越路吹雪物語 第23話 - 第27話、第29話（2018年2月7日 - 13日、15日、テレビ朝日） - 庄司義男 役
- もみ消して冬〜わが家の問題なかったことに〜 第4話（2018年2月3日、日本テレビ） - 角居 役
- あなたには帰る家がある（2018年4月13日 - 6月22日、TBS） - 三浦圭介 役
- バカボンのパパよりバカなパパ（2018年6月30日 - 7月28日、NHK総合） - 冨島邦一 役
- 魔法×戦士 マジマジョピュアーズ! 第15話（2018年7月8日、テレビ東京） - 柳瀬たけし 役
- 戦争めし（2018年8月11日、NHK BSプレミアム） - 主演・山田翔平 役[35][36]
- なめとんか やしきたかじん誕生物語（2018年11月20日、関西テレビ） - 主演・やしきたかじん 役[37]
- 土曜ワイド 山村美紗サスペンス小京都連続殺人事件4（2019年2月9日、フジテレビ） - 津川信也 役
- おしい刑事 第1話（2019年5月5日、NHK BSプレミアム） - 久松憲一 役
- べしゃり暮らし（2019年7月27日 - 9月14日、テレビ朝日） - 金本浩史 役[38]
- 帯ドラマ劇場 やすらぎの刻〜道 第149話 - 第243話（2019年11月1日 - 2020年3月20日、テレビ朝日） - 根来竜 役
- 引き抜き屋 〜ヘッドハンターの流儀〜 第3話（2019年11月30日、WOWOW） - 高田晴久 役[39]
- ブスの瞳に恋してる2019〜The Voice〜（2020年1月14日 - 3月3日、フジテレビ） - 重岡真一 役[40]
- ファーストラヴ（2020年2月22日、NHK BSプレミアム） - 南羽澄人 役
- 左手一本のシュート（2020年3月14日、BS-TBS） - 古田厚司 役[41]
- 必殺仕事人2020（2020年6月28日、朝日放送テレビ・テレビ朝日系） - 溝端九右衛門 役
- 恐怖新聞（2020年8月29日 - 10月10日、東海テレビ・フジテレビ系） - 篠崎林太郎 役[42]
- シグナル 長期未解決事件捜査班 スペシャル（2021年3月30日、関西テレビ・フジテレビ） - 鳥羽 役[43]
- ハルカの光 第3話（2021年2月22日、NHK Eテレ） - 左京駿 役
- ドラゴン桜 第2シリーズ（2021年4月25日 - 6月27日、TBSテレビ） - 岩崎明人 役[44]
- 歴史探偵「渋沢栄一inパリ万博」（2021年5月26日、NHK総合） - ドラマパート：渋沢栄一 役
- IP〜サイバー捜査班 第5話（2021年8月12日、テレビ朝日） - 吉岡三紀彦 役
- ハコヅメ〜たたかう！交番女子〜 第6話・第8話（2021年8月25日・9月8日、日本テレビ） - 宮原三郎 役
- 緊急取調室 第6話（2021年8月26日、テレビ朝日） - 諸星和彦 役
- アバランチ （2021年10月18日 - 12月20日、関西テレビ・フジテレビ系） - 藤田高志 役
- 剣樹抄〜光圀公と俺〜 第2話（2021年11月5日 - 2021年12月24日、NHK BSプレミアム） - 渡辺忠四郎 役
- 正月時代劇 幕末相棒伝（2022年1月3日、NHK総合・NHK BS4K） - 桂小五郎 役[45]
- 元彼の遺言状 第8話（2022年5月30日、フジテレビ） - 西園寺渉 役[46]
- 新・信長公記〜クラスメイトは戦国武将〜（2022年7月24日 - 9月25日、読売テレビ・日本テレビ） - 井伊直政 役[47]
- 刑事7人 SEASON8 第6話（2022年8月17日、テレビ朝日） - 桑井茂 役
- Dr.チョコレート 第1話・第9話（2023年4月22日・6月17日、日本テレビ） - 登戸龍彦 役[48]
- 連続ドラマW フィクサー Season1（2023年4月23日 - 5月21日、WOWOW） - 村川穂積 役[49][50]
  - フィクサー Season2（2023年7月9日 - 8月6日）[51]
- 正義の天秤 Season2 第1話（2023年5月6日、NHK総合） - 出口聖大 役
- 転職の魔王様 最終話（2023年9月25日、関西テレビ・フジテレビ） - 滝藤航平 役[52]
- 正直不動産2 第8話（2024年2月27日、NHK総合・NHK BSプレミアム4K） - 海野慶人 役
- パンドラの果実〜科学犯罪捜査ファイル〜 最新章SP （2024年6月16日、日本テレビ） - 橘るい 役[53]
- 晩酌の流儀3 第1話（2024年6月29日、テレビ東京） - 横野 役[54]
- 降り積もれ孤独な死よ 第4話（2024年7月28日、読売テレビ・日本テレビ系） - 佐藤文吾 役[55]
- ハスリンボーイ（2024年11月1日 - 12月20日、WOWOW）- 百瀬 役[56]
- 風のふく島 第2話（2025年1月18日、テレビ東京） - 大迫保 役[57]　※第2話主演
- スプリング!（2025年3月21日、テレビ朝日） - 佐山岳 役[58]
- 特捜9 final season 第1話（2025年4月9日、テレビ朝日） - 近藤由紀夫 役
- ワタシってサバサバしてるから2（2025年2月5日、NHK BSプレミアム4K / 2025年5月5日 - 6月5日、NHK総合） - 海道盛夫 役[59]
- 放送局占拠（2025年7月12日 - 、日本テレビ） - 唐傘小僧 / 小笠原舷太 役[60]

### 配信ドラマ
- 神児遊助のげんきのでる恋 第6話・第7話・第9話（2009年9月1日、BeeTV）
- ブスの瞳に恋してる 2019（2019年9月17日 - 11月5日、FOD） - 重岡真一 役[61]
- パンドラの果実〜科学犯罪捜査ファイル〜 Season3（2024年6月16日 - 、Hulu） - 橘るい 役[53]
- 地面師たち（2024年7月25日、Netflix） - 真木悠輔 役[62]

### テレビ番組
- 住人十色 〜家の数だけある、家族のカタチ〜（2024年4月13日 - 、毎日放送） - MC[63]

### バラエティ
- run for money 逃走中（2014年9月28日 - 2020年8月30日、フジテレビ） - 如月カケル 役[注 3]

### Vシネマ
- HIGHWAY BATTLE R×R（2008年12月19日、エイベックス・マーケティング） - 石田圭太(石田モータース) 役
- HIGHWAY BATTLE R×R 2 マキシマム・スピード（2009年2月27日、エイベックス・マーケティング） - 石田圭太(石田モータース) 役
- 実録・悪漢（2009年、GPミュージアムソフト）
- あやかし神楽（2011年9月16日、GPミュージアムソフト） - 大伴先生 役

### MV
- 前田敦子 「君は僕だ」（2012年6月20日） - 信二 役[64]
- 木村脩陸 「（笑）」（2012年11月14日）[65]

### 舞台
- Rody Musical（2010年8月2日 - 6日、草月ホール） - チャム 役
- 笑う巨塔（2012年10月3日 - 12月2日、東京 / 地方） - 野々村 役[注 4]
- テレビのなみだ（2013年3月26日 - 31日、東京グローブ座） - 小川伸次 役
- 横山剣 大座長公演（2013年5月6日 - 9日、浅草公会堂） - 滝信次 役
- 真田十勇士（2014年1月7日 - 2月19日、東京・大阪 / 2016年9月11日 - 10月23日、東京・神奈川・兵庫） - 三好清海 役
- コンプレックス☆ステッカー（2014年5月14日 - 18日、恵比寿・エコー劇場）
- 吉良ですが、なにか?（2014年11月21日 - 12月14日、本多劇場） - マサタケ 役
- 八月納涼歌舞伎　廓噺山名屋浦里（2016年8月9日 - 28日、歌舞伎座） - 牛太郎の友蔵 役
- 八王子ゾンビーズ（2018年8月5日 - 8月19日、TBS赤坂ACTシアター）[66]
- 天下一の軽口男（2019年2月1日 - 17日、大阪松竹座） - 主演・米沢彦八 役[67]
- よじれたギャラリー（2023年10月27日 - 29日、テアトルBONBON）[68]
- スイートホーム ビターホーム（2025年12月6日 - 14日〈予定〉、大阪松竹座 / 12月20日〈予定〉、北國新聞赤羽ホール / 12月26日 - 29日〈予定〉、シアターH） - 権藤正則 役[69]

### 声優
- UFC登竜門 TUF 二階級トーナメント（2011年11月30日 - 2012年2月15日、WOWOW） - スティーブン・サイラー（吹替） 役

### CM
- SONY α351 α350（2008年3月 - ）
- 平安閣 Marriyell（2008年8月 - ）[注 5]
- 塩野義製薬 ポポンS（2009年3月 - ）
- 中部電力 「電気が暮らしを変える」（2009年5月 - ）[注 6]
- 内閣府 「子ども子育て支援〜未来たちへ」（2010年6月 - ）
- バスクリン 薬用入浴剤バスクリン（2010年10月 - ）
- 麒麟麦酒 KIRIN FREE（2011年1月28日 - ）
- ヤマキ
  - 鰹節屋のだしめんつゆ（2011年4月 - ）[70]
  - 鰹節屋のだし割烹白だし（2014年10月 - ）[71]
- 花王 アタックNEO 抗菌EXパワー（2012年3月 - ）
- 三井住友銀行（2012年12月19日 - 25日）
- カルピス 「カルピスは好き?」（2013年3月 - ）
- 日本フルハップ（2013年3月 - ）
- 朝日新聞社 朝日新聞（2014年3月 - ）
- キヤノンマーケティングジャパン 企業CM「ソリューションは必ずある」篇（2019年3月 - ）
- TDCソフト（2022年3月 - ） - 松村北斗と共演[72]
- シオノギヘルスケア ガンマ波サウンドケア kikippa（2024年9月 - ） - 笑福亭鶴瓶と共演[73]

### CS・ケーブルテレビ
- SPACE SHOWER MUSIC UPDATE（2008年10月 - 2009年3月、スペースシャワーTV） - 水曜レギュラーVJ
- 8時です!生放送!!（2010年7月9日 - 2012年12月14日、J:COM関西18局） - 金曜日レギュラー

### ラジオ
- MOZAIKU NIGHT〜No.1 Music Factory〜（2010年4月5日 - 2011年3月28日、bayfm78） - 月曜パーソナリティ

### 雑誌
- GOODA 7月号（2023年7月28日、株式会社ブランジスタメディア） - カバーモデル[74]

## 作品

### taro名義

#### シングル
- どうしてこんなに悲しいんだろう（2003年9月25日）※吉田拓郎のカバー

#### ミニアルバム
- Relationship（2003年2月5日）
- LOOP TO THE ROOTS（2003年11月27日）

### sleepydog名義

#### シングル
- スタートライン（2006年7月19日）

#### ミニアルバム
- air（2009年4月22日）

## 楽曲提供
- 三宅健「夕暮れオレンジ」（V6のアルバム「Voyager」初回限定盤B同梱のボーナスCDに収録）